# Khoáng chất (dinh dưỡng)

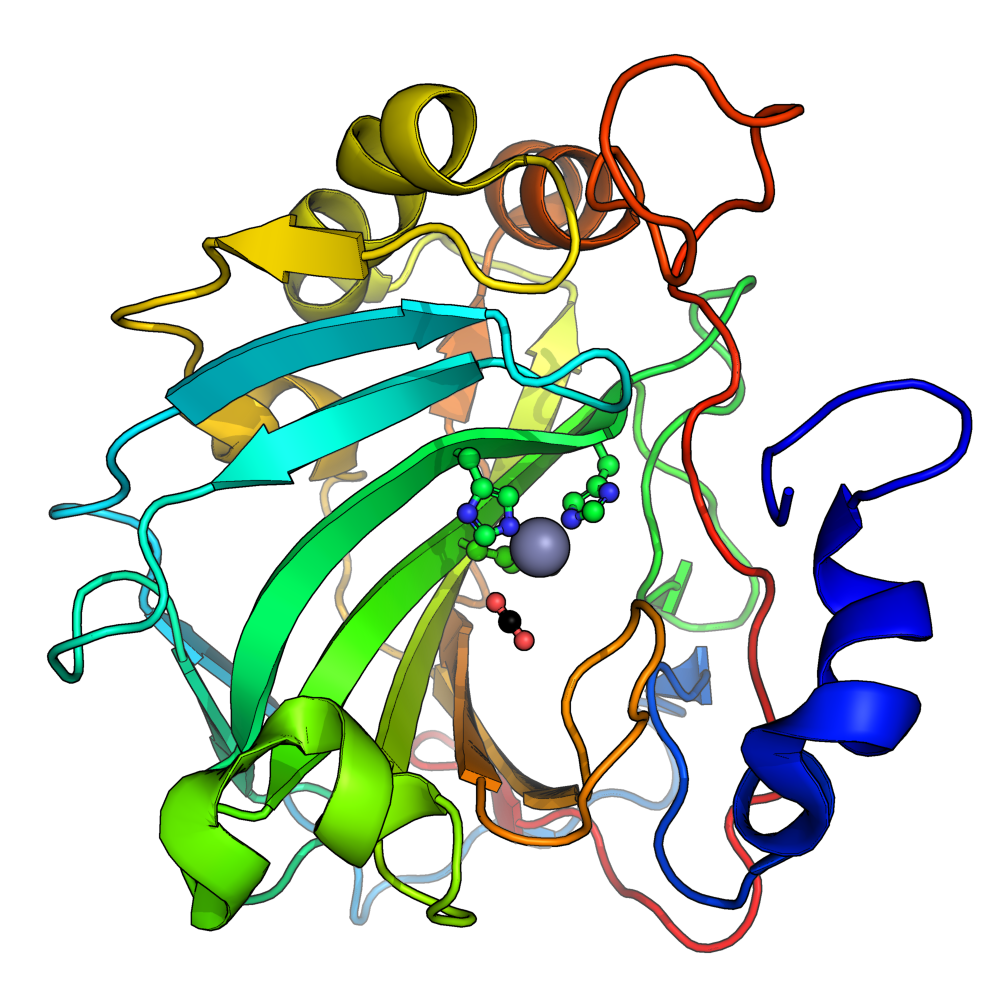
Carbonic anhydrase, một loại enzyme cần có kẽm (hình cầu màu xám gần trung tâm của hình ảnh này), rất cần thiết cho quá trình thải carbon dioxide.

Trong khái niệm dinh dưỡng, khoáng chất là một nguyên tố hóa học. Một số "khoáng chất" rất cần thiết cho sự sống của các sinh vật, nhưng hầu hết thì không.
Khoáng chất là một trong 4 nhóm chất dinh dưỡng thiết yếu; những loại còn lại là vitamin, axit béo thiết yếu và axit amin thiết yếu. Năm khoáng chất chính trong cơ thể con người là canxi, phốt pho, kali, natri và magiê. Các nguyên tố còn lại được gọi là "nguyên tố vi lượng". Các nguyên tố vi lượng thường được chấp nhận là sắt, clo, coban, đồng, kẽm, mangan, molypden, iốt và selen; có một số bằng chứng cho thấy có thể có nhiều hơn nữa.
Bốn nguyên tố chiếm 96% trọng lượng cơ thể con người: carbon, hydro, oxy và nitơ (CHON). Những yếu tố này thường không có trong danh sách các khoáng chất dinh dưỡng. Đôi khi chúng được gọi là khoáng chất đa lượng. Các khoáng chất phụ (còn gọi là nguyên tố vi lượng) chiếm phần còn lại và thường là trọng tâm của các cuộc thảo luận về khoáng chất trong chế độ ăn uống.
Thực vật hấp thu được khoáng chất từ đất. Động vật ăn thực vật, do đó vận chuyển các khoáng chất lên chuỗi thức ăn. Các sinh vật lớn hơn cũng có thể tiêu thụ đất (geophagia). Geophagia còn được gọi là geophagy là hành vi ăn đất có chủ đích hoặc các chất giống đất như đất sét, phấn hoặc ụ mối) hoặc sử dụng các nguồn khoáng sản bằng cách liếm đá muối để thu được khoáng chất. Liếm khoáng chất là hành vi mà các động vật có thể tới khu vực cụ thể có đá khoáng, liếm để hấp thụ các chất dinh dưỡng khoáng thiết yếu từ lượng muối và các khoáng chất khác. Liếm khoáng chất có thể xảy ra ở động vật trong tự nhiên hoặc nhân tạo.
Cuối cùng, mặc dù khoáng chất và các nguyên tố đồng nghĩa với nhau theo nhiều cách, nhưng khoáng chất chỉ có giá trị sinh học ở mức độ chúng có thể được hấp thụ. Để được hấp thụ, các khoáng chất phải hòa tan hoặc dễ dàng chiết xuất bởi sinh vật tiêu thụ. Ví dụ, molypden là một khoáng chất thiết yếu, nhưng molypden kim loại không có lợi ích về mặt dinh dưỡng. Nhiều molybdat là nguồn molypden.

## Nguyên tố hóa học cần thiết cho con người
Mười chín nguyên tố hóa học được biết là cần thiết để hỗ trợ các quá trình sinh hóa của con người bằng cách đóng vai trò cấu trúc và chức năng, và có bằng chứng cho khoảng mười nguyên tố nữa.
Oxy, hydro, carbon và nitơ là những nguyên tố phổ biến nhất trong cơ thể tính theo trọng lượng và chiếm khoảng 96% trọng lượng của cơ thể con người. Canxi chiếm 920 đến 1200 gram trọng lượng cơ thể người trưởng thành, với 99% lượng canxi này chứa trong xương và răng. Con số này chiếm khoảng 1,5% trọng lượng cơ thể. Phốt pho chiếm khoảng 2/3 lượng canxi và chiếm khoảng 1% trọng lượng cơ thể của một người. Các khoáng chất chính khác (kali, natri, clo, lưu huỳnh và magie) chỉ chiếm khoảng 0,85% trọng lượng cơ thể. Cùng với 11 nguyên tố hóa học này (H, C, N, O, Ca, P, K, Na, Cl, S, Mg) chiếm 99,85% cơ thể. ≈18 khoáng chất siêu vi lượng còn lại chỉ chiếm 0,15% cơ thể, tương đương tổng cộng khoảng 100 gam đối với người bình thường.
Tổng các phân số trong đoạn này là số lượng dựa trên tổng số phần trăm từ bài viết về thành phần hóa học của cơ thể con người.
Có một số ý kiến khác nhau về bản chất thiết yếu của các nguyên tố siêu vi lượng khác nhau ở người (và các động vật có vú khác), thậm chí dựa trên cùng một dữ liệu.
Ví dụ, liệu crom có cần thiết cho con người hay không vẫn đang còn tranh cãi. Không có chất sinh hóa chứa Cr nào được tinh chế. Hoa Kỳ và Nhật Bản coi crom là một chất dinh dưỡng thiết yếu, nhưng Cơ quan An toàn Thực phẩm châu Âu (EFSA), đại diện cho Liên minh châu Âu đã xem xét câu hỏi này vào năm 2014 và không đồng tình.
Hầu hết các chất dinh dưỡng khoáng đã biết và được đề xuất đều có trọng lượng nguyên tử tương đối thấp và khá phổ biến trên đất liền hoặc natri và iốt trong đại dương. Chúng cũng có xu hướng có các hợp chất hòa tan ở phạm vi pH sinh lý: các nguyên tố không có các hợp chất hòa tan như vậy có xu hướng không cần thiết (Al) hoặc tốt nhất là chỉ cần ở dạng vi lượng (Si).

### Vai trò trong các quá trình sinh học
| Yếu tố dinh dưỡng | RDA/AI Nam/Nữ (Hoa Kỳ) [mg] | UL (Mỹ và EU) [mg] | Phân loại | Mật độ dinh dưỡng cao nguồn dinh dưỡng | Điều kiện thiếu/thừa                               |
| ----------------- | --------------------------- | ------------------ | --- | --- | -------------------------------------------------- |
| Kali              | 4700                        | NE; NE             | Một chất điện giải có hệ thống và rất cần thiết trong việc điều hòa Adenosine triphosphate (ATP) với natri. ATP là phân tử mang năng lượng, có chức năng vận chuyển năng lượng đến các nơi cần thiết để tế bào sử dụng.             | Khoai lang, cà chua, khoai tây, đậu, đậu lăng, các sản phẩm từ sữa, hải sản, chuối, mận, cà rốt, cam                                                                  | hạ kali máu / tăng kali máu                        |
| Chlorine          | 2300                        | 3600; NE           | Cần thiết để sản xuất axit clohydric trong dạ dày, trong chức năng bơm của tế bào và cần thiết để bảo vệ vật chủ. | Muối ăn (natri clorua) là nguồn thực phẩm chính. | hạ clo huyết / tăng clo huyết                      |
| Natri             | 1500                        | 2300; NE           | Một chất điện giải toàn thân và rất cần thiết trong việc điều hòa ATP bằng kali | Muối ăn (natri clorua, nguồn chính), rong biển, sữa, rau chân vịt. | hạ natri máu / tăng natri máu                      |
| Canxi             | 1000                        | 2500; 2500         | Cần thiết cho sức khỏe cơ, tim và hệ tiêu hóa, xây dựng xương (xem hydroxyapatite), hỗ trợ tổng hợp và chức năng của tế bào máu, giúp đông máu                                                                                      | Các sản phẩm từ sữa, trứng, cá đóng hộp có xương (cá hồi, cá mòi), rau lá xanh, các loại hạt cứng, hạt mềm, đậu phụ, cỏ xạ hương (lá thyme), lá oregano, thì là, quế. | hạ canxi máu / tăng canxi máu                      |
| Phốt pho          | 700                         | 4000; 4000         | Một thành phần của xương (xem hydroxyapatite), tế bào, trong quá trình xử lý năng lượng, trong DNA và ATP (dưới dạng photphat) và nhiều chức năng khác                                                                              | Thịt đỏ, thực phẩm từ sữa, cá, thịt gia cầm, bánh mì, gạo, yến mạch Trong lĩnh vực sinh học, thường được coi là phốt phát                                             | hạ phosphat máu / tăng phosphat máu                |
| Magiê             | 420/320                     | 350; 250           | Cần thiết cho quá trình xử lý adenosine triphosphate (ATP) và cho xương | Rau bina, các loại đậu, hạt cứng, hạt nhỏ không có vỏ cứng như hạt gai dầu, ngũ cốc nguyên hạt, bơ đậu phộng, quả bơ                                                  | hạ magiê máu (thiếu magiê) / tăng magiê máu        |
| Sắt               | 8/18                        | 45; NE             | Cần thiết cho nhiều protein và enzyme, đặc biệt là hemoglobin để ngăn ngừa thiếu máu | Thịt, hải sản, các loại hạt cứng, đậu, sô cô la đen | thiếu sắt/rối loạn thừa sắt                        |
| Kẽm               | 11/8                        | 40; 25             | Cần thiết cho nhiều loại enzym như nhóm enzyme matrix metalloproteinases, liver alcohol dehydrogenase, zinc finger (Ngón tay kẽm)                                                                                                   | Hàu*, thịt đỏ, thịt gia cầm, hạt cứng, ngũ cốc nguyên hạt, các sản phẩm từ sữa                                                                                        | thiếu hụt kẽm/ngộ độc kẽm                          |
| Mangan            | 2.3/1.8                     | 11; NE             | Là đồng yếu tố cần thiết cho enzynme superoxide dismutase | Ngũ cốc, các loại đậu, hạt, hạt cứng, rau lá, trà, cà phê | Thiếu hụt mangan / ngộ độc mangan                  |
| Đồng              | 0.9                         | 10; 5              | Là đồng yếu tố cần thiết cho cytochrome c oxydase | Gan, hải sản, hàu, hạt cứng, hạt; một số: ngũ cốc nguyên hạt, các loại đậu                                                                                            | thiếu hụt đồng / độc tính của đồng                 |
| I-ốt              | 0.150                       | 1.1; 0.6           | Cần thiết cho quá trình tổng hợp hormone tuyến giáp và giúp các enzyme bảo vệ vật chủ | Rong biển (tảo bẹ hay kombu)*, ngũ cốc, trứng, muối i-ốt | thiếu iốt (bướu cổ) / nhiễm độc i-ốt (cường giáp ) |
| Molybden          | 0.045                       | 2; 0.6             | Cần thiết cho hoạt động của các enzyme như xanthine oxyase, aldehyde oxidase và sulfite oxyase | Các loại cây họ đậu, ngũ cốc nguyên hạt, các loại hạt | thiếu molypden / ngộ độc molypden                  |
| Selen             | 0.055                       | 0.4; 0.3           | Cần thiết cho hoạt động của các enzyme chất chống oxy hóa như glutathione peroxidase | Hạt điều Brazil, hải sản, nội tạng, thịt, ngũ cốc, sản phẩm từ sữa, trứng                                                                                             | thiếu selen / bệnh liên quan đến selen             |
| Cobalt            | Không                       | NE; NE             | Cobalt chỉ được sử dụng cho động vật sau khi đã được vi khuẩn xử lý thành các phân tử phức tạp (ví dụ: vitamin B12). Con người chỉ chứa miligam coban trong các đồng yếu tố này. Sự thiếu hụt coban dẫn đến bệnh thiếu máu ác tính. | Cơ và gan động vật là nguồn dinh dưỡng tốt, cũng như động vật có vỏ và thịt cua.                                                                                      | thiếu máu ác tính / ngộ độc coban                  |

RDA = Nhu cầu dinh dưỡng khuyến nghị; AI= Lượng ăn vào vừa đủ; UL = Mức tiêu thụ trên có thể chấp nhận được; Số liệu trong hình dành cho người lớn từ 31–50 tuổi, nam hay nữ, không mang thai và cho con bú.
* Một khẩu phần rong biển vượt quá mức UL của Hoa Kỳ là 1100 μg nhưng không vượt quá mức 3000 μg UL do Nhật Bản đặt ra.

## Dinh dưỡng theo chế độ ăn uống
Các chuyên gia dinh dưỡng có thể khuyến nghị rằng khoáng chất được cung cấp tốt nhất bằng việc tiêu thụ những loại thực phẩm cụ thể giàu các nguyên tố khoáng chất mong muốn.
Các nguyên tố này có thể hiện diện tự nhiên trong thực phẩm (ví dụ: canxi trong sữa bò) hoặc được bổ sung (ví dụ: nước cam tăng cường canxi; muối iốt có bổ sung iốt).
Thực phẩm bổ sung có thể được bào chế để chứa nhiều nguyên tố hóa học khác nhau (dưới dạng hợp chất), sự kết hợp của vitamin hoặc các hợp chất hóa học khác hoặc một nguyên tố đơn lẻ (dưới dạng hợp chất hoặc hỗn hợp các hợp chất), chẳng hạn như canxi (canxi cacbonat, canxi citrat) hoặc magiê (magie oxit) hoặc sắt (sắt sunfat, sắt bis-glycinate).
Chế độ ăn uống tập trung vào các nguyên tố hóa học xuất phát từ mối quan tâm đến việc hỗ trợ các phản ứng sinh hóa trong quá trình trao đổi chất với các thành phần nguyên tố cần thiết. Mức tiêu thụ thích hợp của một số nguyên tố hóa học đã được chứng minh là cần thiết để duy trì sức khỏe tối ưu.
Một chế độ ăn kiêng có thể đáp ứng tất cả các yêu cầu về nguyên tố hóa học của cơ thể, mặc dù có thể sử dụng chất bổ sung khi một số khuyến nghị không được đáp ứng đầy đủ bằng chế độ ăn kiêng. Một ví dụ là chế độ ăn ít sản phẩm từ sữa, do đó không đáp ứng được khuyến nghị về canxi.

## Thực vật

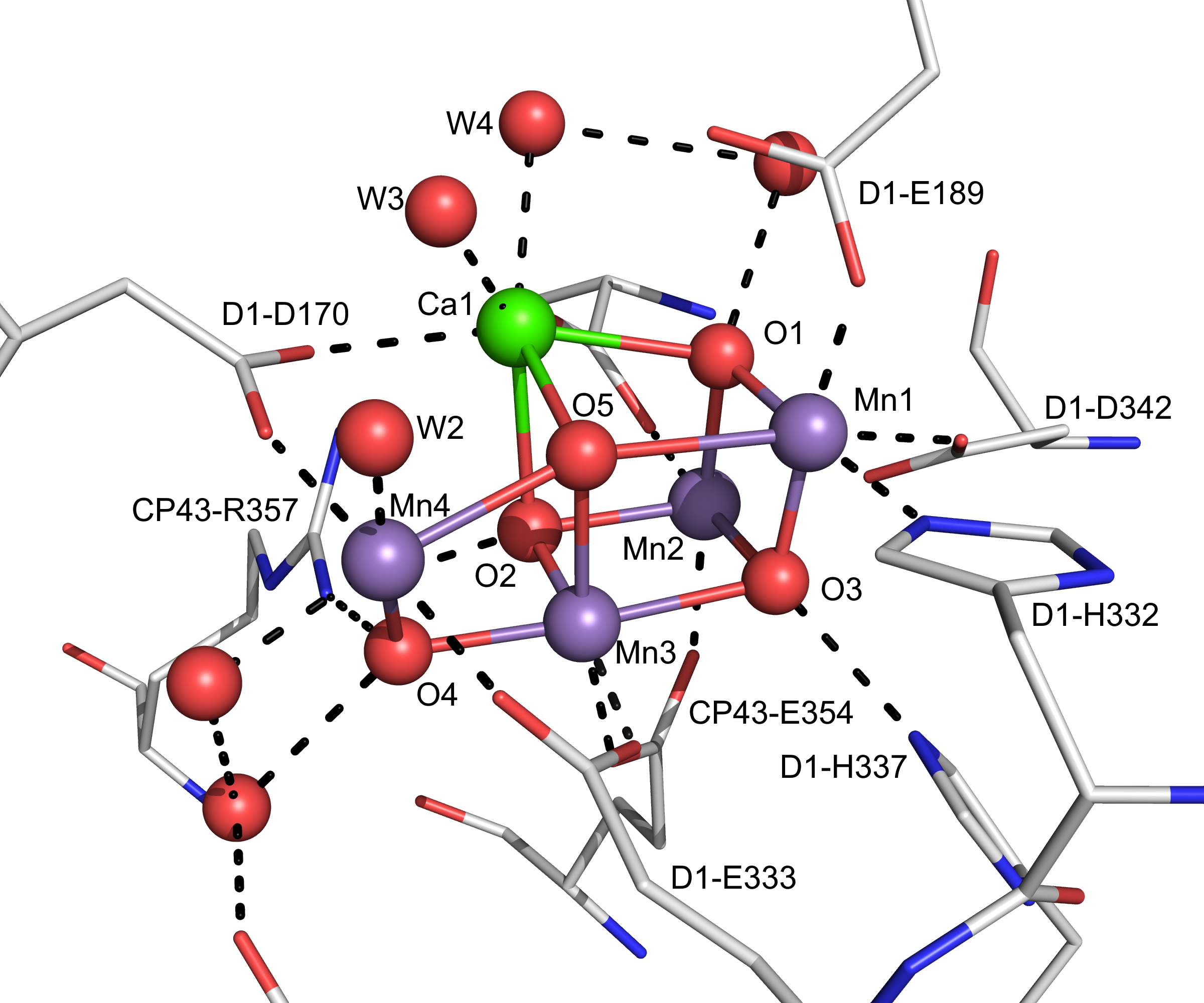
Cấu trúc lõi Mn_{4}O_{5}Ca của vị trí tiến hóa oxy ở thực vật, minh họa một trong nhiều vai trò của khoáng chất vi lượng mangan.

Danh sách các chất khoáng cần thiết cho thực vật cũng tương tự như đối với động vật. Cả hai đều sử dụng các enzym rất giống nhau, mặc dù vẫn tồn tại sự khác biệt. Ví dụ, cây họ đậu chứa nitơase chứa molypden, nhưng động vật thì không.
Nhiều loài động vật dựa vào huyết sắc tố (Fe) để vận chuyển oxy, nhưng thực vật thì không. Phân bón thường được điều chỉnh để giải quyết sự thiếu hụt khoáng chất ở một số loại đất cụ thể. Ví dụ như thiếu molypden, thiếu mangan, thiếu kẽm, v.v.

### Yếu tố an toàn
Khoảng cách giữa lượng tiêu thụ hàng ngày được khuyến nghị và mức được coi là giới hạn trên ngưỡng an toàn (UL) có thể ở mức nhỏ. Ví dụ, đối với canxi, Cơ quan Quản lý Thực phẩm và Dược phẩm Hoa Kỳ đặt ra lượng khuyến nghị cho người lớn trên 70 tuổi là 1.200 mg/ngày và UL là 2.000 mg/ngày.
Liên minh Châu Âu cũng đặt ra số lượng khuyến nghị và giới hạn trên, không phải lúc nào cũng phù hợp với Hoa Kỳ. Tương tự như vậy, Nhật Bản đặt ra mức UL cho iốt ở mức 3000 μg so với 1100 ở Hoa Kỳ và 600 ở EU.
Trong bảng trên, magiê dường như là một điều bất thường vì lượng khuyến nghị cho nam giới trưởng thành là 420 m/ngày (phụ nữ là 350 mg/ngày) trong khi UL thấp hơn mức khuyến nghị là 350 mg.
Lý do là UL quy định cụ thể về việc tiêu thụ hơn 350 350 mg cùng một lúc, dưới dạng thực phẩm bổ sung, vì điều này có thể gây tiêu chảy. Thực phẩm giàu magiê không gây ra tình trạng này.

## Các yếu tố được coi là có thể cần thiết nhưng chưa được công nhận
Nhiều nguyên tố siêu vi lượng đã được đề xuất là thiết yếu, nhưng những tuyên bố như vậy thường không được xác nhận. Bằng chứng rõ ràng về hiệu quả đến từ việc mô tả đặc điểm của một phân tử sinh học chứa nguyên tố có chức năng có thể nhận dạng và kiểm tra được.
Một vấn đề trong việc xác định tính hiệu quả là một số nguyên tố vô hại ở nồng độ thấp và có tính lan tỏa.(ví dụ: silicon và niken ở dạng rắn và bụi), do đó thiếu bằng chứng về tính hiệu quả vì khó tái hiện những thiếu sót.
Các nguyên tố siêu vi lượng của một số khoáng chất như silicon và boron được biết là có vai trò. Tuy nhiên, bản chất sinh hóa chính xác vẫn chưa được biết rõ và những chất khác như asen được cho là có vai trò đối với sức khỏe, nhưng có bằng chứng yếu hơn.
Đặc biệt, vi lượng asen dường như có tác động tích cực đối với một số sinh vật, nhưng chì cũng vậy, cho thấy sự không chắc chắn về việc liệu một số nguyên tố vi lượng có thực sự cần thiết hay không. Stronti được dung nạp và là một thành phần của một số loại thuốc, nhưng nó không cần thiết, chỉ có lợi mà thôi. Các nguyên tố không thiết yếu đôi khi có thể xuất hiện trong cơ thể khi chúng có tính chất hóa học tương tự như các nguyên tố thiết yếu (ví dụ:  Rb+ và Cs+ thay thế Na+), vì vậy tính thiết yếu không giống như sự hấp thụ của hệ sinh học.
| Nguyên tố | Mô tả | Hậu quả nếu vượt quá                                                               |
| --------- | --- | ---------------------------------------------------------------------------------- |
| Brom      | Có thể quan trọng đối với cấu trúc màng đáy và sự phát triển của mô, như một chất xúc tác cần thiết để tạo ra collagen loại IV.. | Ngộ độc Brom                                                                       |
| A-xen     | Cần thiết trên mô hình chuột, chuột đồng, dê và gà, nhưng chưa có nghiên cứu nào được thực hiện trên người. | Ngộ độc a-xen                                                                      |
| Niken     | Niken là thành phần thiết yếu của một số enzym, bao gồm urease và hydroase. Mặc dù không cần thiết đối với cơ thẻ người, nhưng một số được cho là cần thiết cho vi khuẩn đường ruột, chẳng hạn như urease được một số loại Bifidobacteria cần thiết. Ở người, niken có thể là đồng yếu tố hoặc thành phần cấu trúc của một số enzyme kim loại nhất định liên quan đến quá trình thủy phân, phản ứng oxy hóa khử và biểu hiện gen. Thiếu niken làm chậm sự tăng trưởng ở dê, lợn và cừu, đồng thời làm giảm nồng độ hormone tuyến giáp lưu thông ở chuột. | Nhiễm độc niken                                                                    |
| Flo       | Có thể có vai trò trong quá trình khoáng hóa sinh học và các triệu chứng thiếu florua đã được phát hiện ở dê, nhưng không có bằng chứng rõ ràng về sự cần thiết ở người. Nghiên cứu chỉ ra rằng lợi ích chính đối với răng miệng của flo xảy ra ở bề mặt khi tiếp xúc tại chỗ. Tuy nhiên, ngay cả khi không cần thiết, flo vẫn là nguyên tố có lợi vì lý do này. Trong số các khoáng chất trong bảng này, fluoride là khoáng chất duy nhất được Viện Y học Hoa Kỳ thiết lập Mức tiêu thụ đầy đủ.                                                         | Nhiễm độc Flo                                                                      |
| Boron     | Boron là một chất dinh dưỡng thiết yếu cho cây trồng, chủ yếu cần thiết để duy trì tính toàn vẹn của thành tế bào. Boron rất cần thiết để hoàn thành vòng đời ở đại diện của tất cả các vương quốc của sự sống. Ở động vật, việc bổ sung boron đã được chứng minh là làm giảm bài tiết canxi và kích hoạt vitamin D. | Không có ảnh hưởng cấp tính (LD50 của axit boric là 2,5 gam/kg trọng lượng cơ thể) |
| Lithium   | Dựa trên nồng độ lithium trong huyết tương, hoạt động sinh học và quan sát dịch tễ học, có bằng chứng, chưa thuyết phục, rằng lithium là một chất dinh dưỡng thiết yếu. | Nhiễm độc Lithium                                                                  |
| Crôm      | Được đề xuất tham gia vào quá trình chuyển hóa glucose và lipid, mặc dù cơ chế hoạt động của nguyên tố này trong cơ thể và mức thích hợp cho sức khỏe tối ưu chưa được xác định rõ ràng | thiếu hụt crom]] / ngộ độc crom                                                    |
| Silicon   | Các triệu chứng thiếu hụt đã được tìm thấy ở gà và chuột, tuy nhiên không phải ở người. Bằng chứng cụ thể cho thấy nó là một chất dinh dưỡng thiết yếu, có thể ảnh hưởng đến chức năng và thành phần của não và xương. |                                                                                    |
| Vanadi    | Có vai trò sinh hóa, mặc dù chuyên biệt, đã được thiết lập ở các sinh vật khác (tảo, địa y, nấm, vi khuẩn) và có bằng chứng tình huống quan trọng về tính cần thiết của nó ở người.Nó khá độc đối với một nguyên tố vi lượng và nhu cầu, nếu cần thiết, có thể là nhỏ. |                                                                                    |
| Thiếc     | Những con chuột được cho ăn chế độ ăn loại bỏ nguyên tố thiếc có biểu hiện tăng trưởng không phù hợp, nhưng bằng chứng về sự cần thiết của nó vẫn còn hạn chế. | Nhiễm độc thiếc                                                                    |
| Khác      | Vonfram, các nguyên tố nhóm Lantan đầu tiên và cadmium có những ứng dụng sinh hóa chuyên biệt ở một số sinh vật bậc thấp, nhưng những nguyên tố này dường như không được sử dụng ở động vật có vú. |                                                                                    |

## Hệ sinh thái khoáng
Các ion đa dạng được động vật và vi sinh vật sử dụng cho quá trình tạo ra các cấu trúc khoáng hóa, được gọi là khoáng hóa sinh học, được sử dụng để tạo ra xương, vỏ sò, vỏ trứng, bộ xương ngoài và vỏ động vật thân mềm.
Khoáng chất có thể được tạo ra nhờ kỹ thuật y sinh bởi vi khuẩn tác động lên kim loại để xúc tác cho quá trình hòa tan và kết tủa khoáng chất
Chất dinh dưỡng khoáng được tái tạo bởi vi khuẩn phân bố khắp đất, đại dương, nước ngọt, nước ngầm và hệ thống nước tan sông băng trên toàn thế giới.
Vi khuẩn hấp thụ các chất hữu cơ hòa tan có chứa khoáng chất khi chúng ăn thực vật phù du nở hoa. Các khoáng chất xoay quanh chuỗi thức ăn từ đại dương này, từ vi khuẩn và thực vật phù du đến roi và động vật phù du, sau đó được các sinh vật biển khác ăn.
Trong hệ sinh thái trên cạn, nấm có vai trò tương tự như vi khuẩn, huy động khoáng chất từ vật chất mà các sinh vật khác không thể tiếp cận được, sau đó vận chuyển các chất dinh dưỡng thu được đến hệ sinh thái trong khu vực.